# Cox's Bazar
För andra betydelser, se Cox's Bazar (olika betydelser).

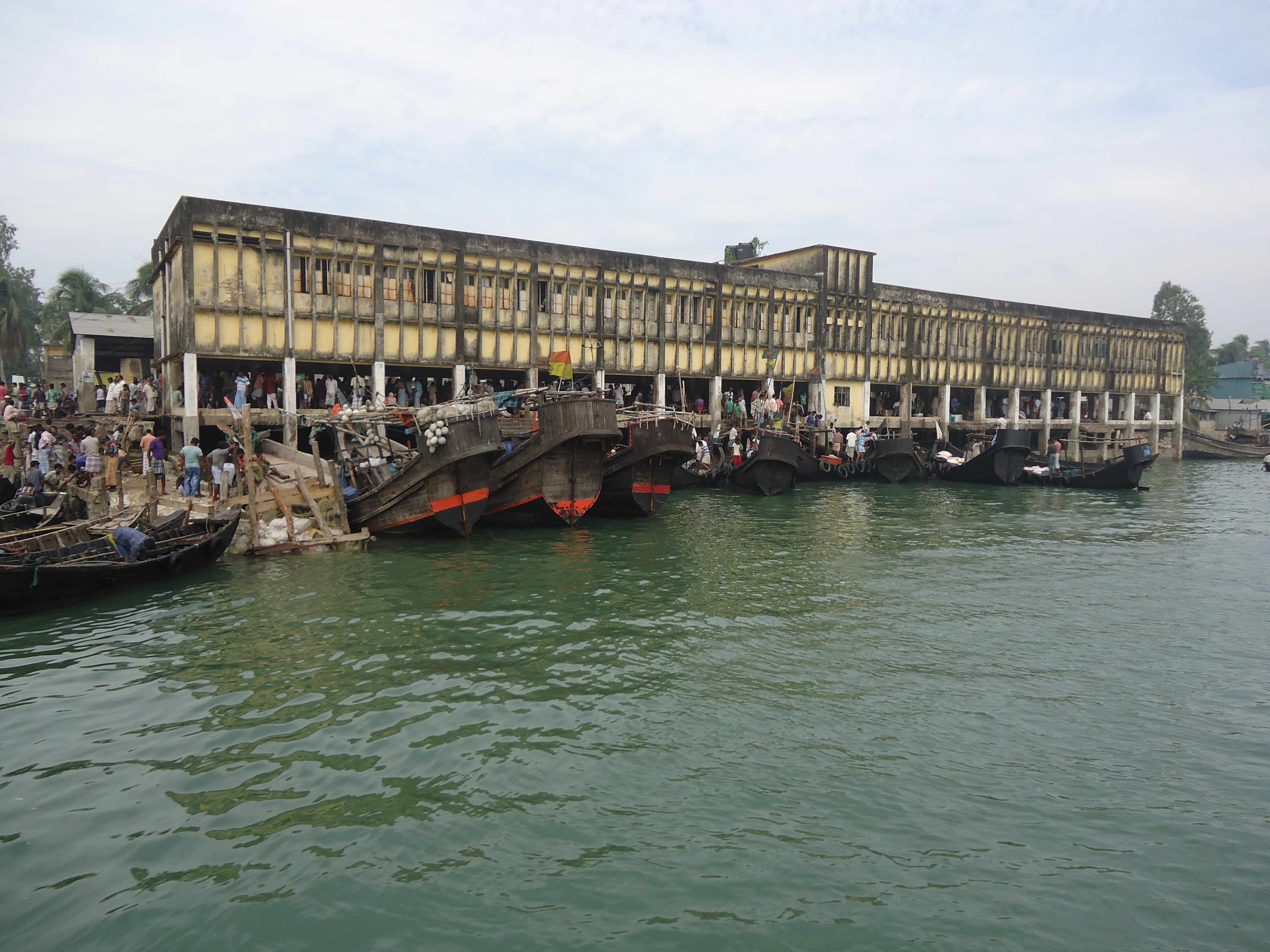
Fiskmarknaden i Cox's Bazar.

Cox's Bazar är en stad i sydöstra Bangladesh. Den ligger vid kusten mot Bengaliska viken, och tillhör Chittagongprovinsen. Folkmängden uppgick till cirka 170 000 invånare vid folkräkningen 2011, med förorter cirka 220 000 invånare. Fisket är en viktig näring, och med dess vidsträckta sandstrand spelar även turismen en viktig roll. Stadens namn härrör från Hiram Cox, en brittisk diplomat som verkade i området i slutet av 1700-talet. Cox's Bazar blev en egen kommun 1869.

## Geografi
Terrängen runt Cox's Bazar är platt. Havet ligger nära Cox's Bazar västerut. Runt Cox's Bazar är det mycket tätbefolkat, med 1 411 invånare per kvadratkilometer.. Trakten runt Cox's Bazar består till största delen av jordbruksmark.